# 荒砥沢ダム
荒砥沢ダム（あらとざわダム）は、宮城県栗原市、一級河川・北上川水系二迫川に建設されたダムである。
農林水産省東北農政局が造成し、宮城県「栗原地方ダム総合事務所」が管理する堤高74.4mのロックフィルダムで迫川支流の二迫川のかんがいと治水を主目的とした多目的ダムであり、ダムによって形成された人造湖は藍染湖（あいぜんこ）と命名された。

## 沿革
(参考出典)

## 地震災害
岩手・宮城内陸地震にて上流で山体崩壊した跡は「荒砥沢ダムの上流崩壊地」として日本の地質百選に選定されている。この地震による山体崩壊によってダム湖において津波が発生したものの、崩落土砂の量がダム貯水容量の1割程度だったことや、梅雨入りを前に貯水量を下げていたこともあって、津波がダムの堤体を越えることはなかった。地震動により堤体の沈下が見られたが直ちにダム本体の安定性、安全性に危険を及ぼすものではなかったものの、推定150万立方メートルの土砂流入による貯水容量の減少や取水設備の損傷により、利水・治水機能の低下が見られた。このため、農林水産省東北農政局は、直轄災害復旧事業により地すべり土塊の安定性・安全性を失わない範囲での流入土砂撤去と土砂撤去ができない不足容量分を補う施設としてダム下流の栗原市沖富地内に約56万立方メートルの代替調整池を造成した。流入土砂の撤去工事、代替調整池の造成工事中の平成23年3月11日に東北地方太平洋沖地震が発生したが、いずれも大事には至らず、平成23年度中に災害復旧工事は完了している。